# Rudolf von Ems
Rudolf von Ems (circa 1200–1254) fue un poeta épico medieval alemán.

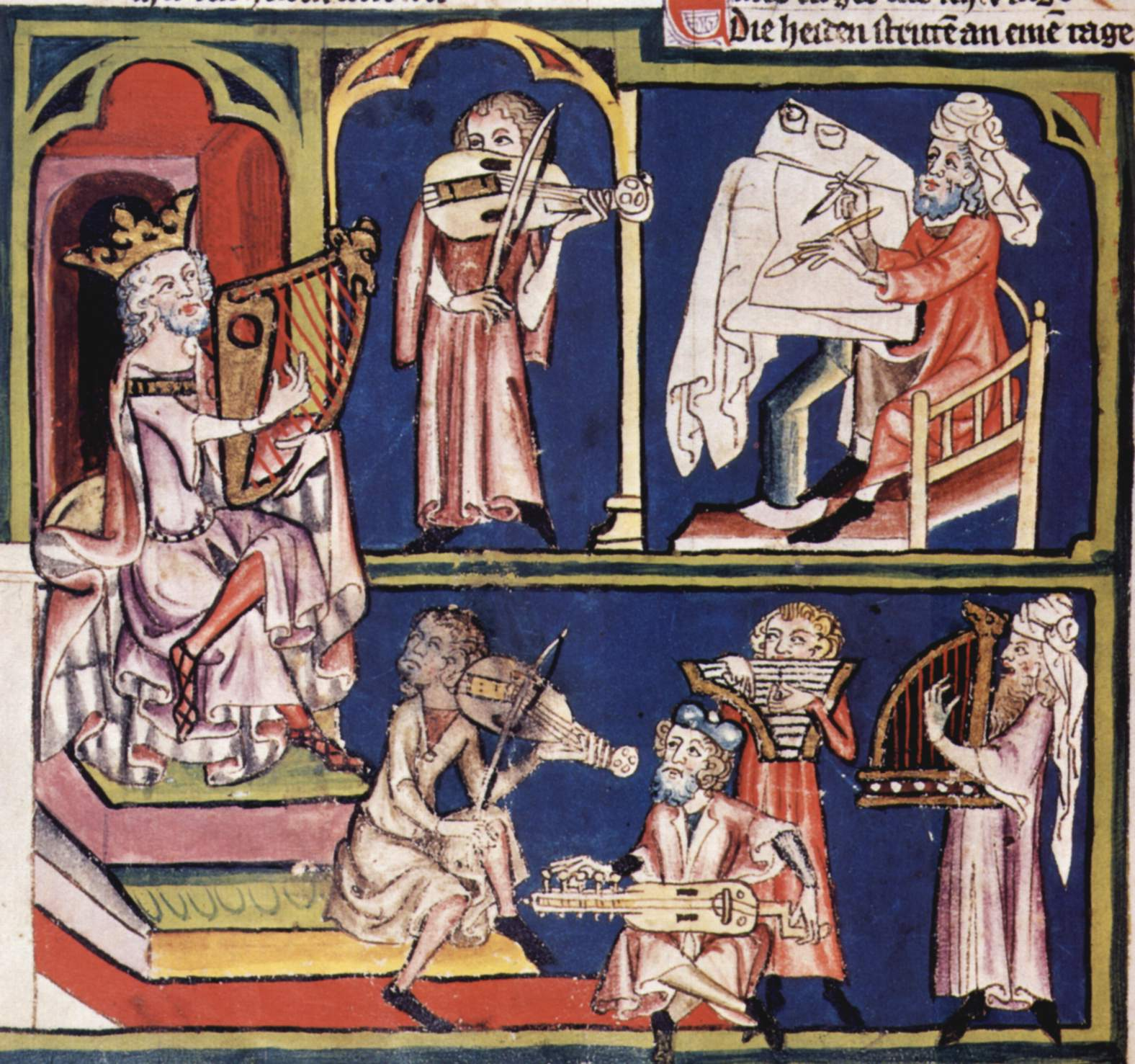
Del Weltchronik: El David con escribas y múscios. Iluminación del manuscrito de la biblioteca central de Zürich.

## Biografía
Rudolf von Ems nació en Vorarlberg, en una zona que actualmente pertenece a Austria. Toma su nombre del castillo de Hohenems cerca de Bregenz, y fue caballero al servicio de los condes de Monfort. Sus obras fueron escritas entre 1220 y 1254. Se piensa que murió mientras acompañaba al rey Conrado IV en avance sobre Italia.
Fue uno de los poetas más cultivados y productivos de su época, aunque no se conservan todas sus obras. Aquellas que aún se conservan se distinguen por su gracia y sinceridad en la narrativa, estricta moralidad y maestría técnica. En ellas declara que su ideal es Gottfried von Strassburg, lo cual es bastante creíble, puesto que en ocasiones cita literalmente al Tristán. También adoptó de este último la técnica de la digresión, citando las obras de sus contemporáneos, así como las propias. 
Se piensa que falleció en Italia en 1254.

## Obras

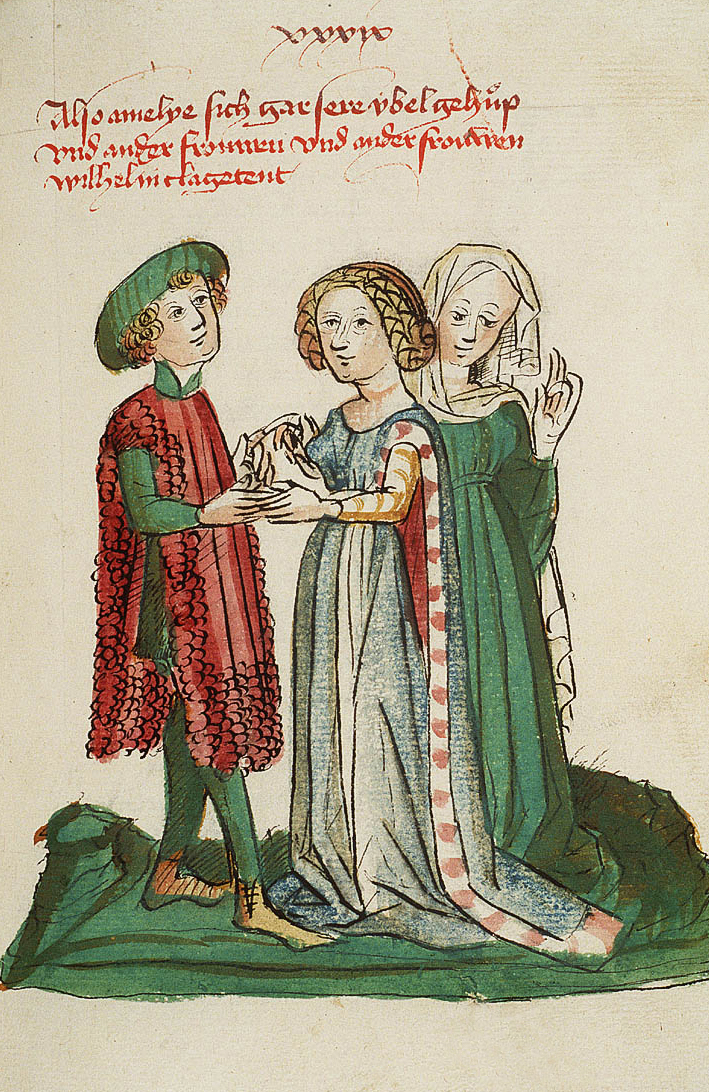
Wilhelm von Orlens conversando con la princesa Amelia.

- Der gute Gerhard (Gerhard el bueno) Su obra más antigua y la mejor, descripción de la humildad cristiana y probablemente basada en una fuente latina.
- Barlaam y Josafat, escrito aproximadamente entre 1225–1230, de una traducción latina de la versión griega de la historia de la conversión de un príncipe indio al cristianismo. Se cree que en realidad se trata de la historia de Buda Gautama
- Wilhelm von Orlens, La historia del amor de niños de Willehalm y Amelia, que se encuentra entre las más conocidas historias de amantes de la edad media.
- Alexanderroman (Romance de Alejandro), escrito en torno a 1240, del que se preserva un fragmento. Historia de Alejandro Magno en 21000 versos, ofreciendo a este como modelo de virtud.

- Weltchronik (Crónica del Mundo), su última obra, dedicada al rey Conrado IV.
- Eustachius, obra perdida.

## Ediciones
- Anon, 1967. Rudolf von Ems: Weltchronik. Aus der Wernigeroder Handschrift herausgegeben von Gustav Ehrismann. 2ª ed., Dublín: Weidmann: Deutsche Texte des Mittelalters 20.
- Asher, John, 1989. Rudolf von Ems, Der guote Gêrhart. 3ª ed., Tübingen: Altdeutsche Textbibliothek 56.
- Junk, Victor, 1928-29 repr. 1970. Rudolf von Ems, Alexander. Ein höfischer Versroman des 13. Jahrhunderts, 2 vols. Darmstadt: Wiss. Buchgesellschaft (reimpresión inalterada de la de Leipzig en 1928-29).
- Pfeiffer, 1843 repr. 1965. Barlaam und Josaphat. Leipzig.